# Sobeys Stadium
Sobeys Stadium, anteriormente Aviva Centre, es un estadio de tenis en Toronto, Ontario. El Estadio principal tiene capacidad para 12,500 espectadores y es el estadio más grande en el complejo de tenis. Aviva Centre es la casa del Rogers Cup presentada por el National Bank, un torneo profesional en el circuito mundial de ATP y circuitos WTA, anualmente. El estadio principal es ocasionalmente utilizado para conciertos. Aviva Centre está localizado en loe terrenos de Universidad de York en North York, Toronto.

## Descripción
Construido en 2004, el estadio principal alberga a 12,500 espectadores. hay 11 otras canchas pequeñas cercanas al estadio principal. Las doce canchas utilizan el DecoTurf superficie acrílica acolchonada, la misma superficie como el U.S. Open torneo de Gran Slam. El estadio tiene 39 suites ejecutivas y dos suites para fiestas.
Aviva Centre es también la casa de las oficinas de Toronto de la Tenis Canadá y la Asociación de Tenis de Ontario. Los terrenos sirven para la formación y entrenamiento de tenis nacional y provincial durante el año, ofrece 16 canchas (ocho de los cuales son bajo techo). El estadio es también utilizado para el escenificando de prácticas y competiciones interuniversitarias y entrenamiento durante el invierno. Durante el año académico, se hace un descuento los fines de semana a los estudiantes de York en las canchas bajo techo durante las horas diurnas.
El complejo está localizada en el borde occidental del campo universitario de York, al sureste de Jane street y Steeles Avenue West, en la intersección de Shoreham Drive, y Pond Road. Al oeste del complejo hay un parque forestal a lo largo de Black Creek. El bosque Saywell y Stong Pond están localizados al del sur y este del complejo.

## Historia

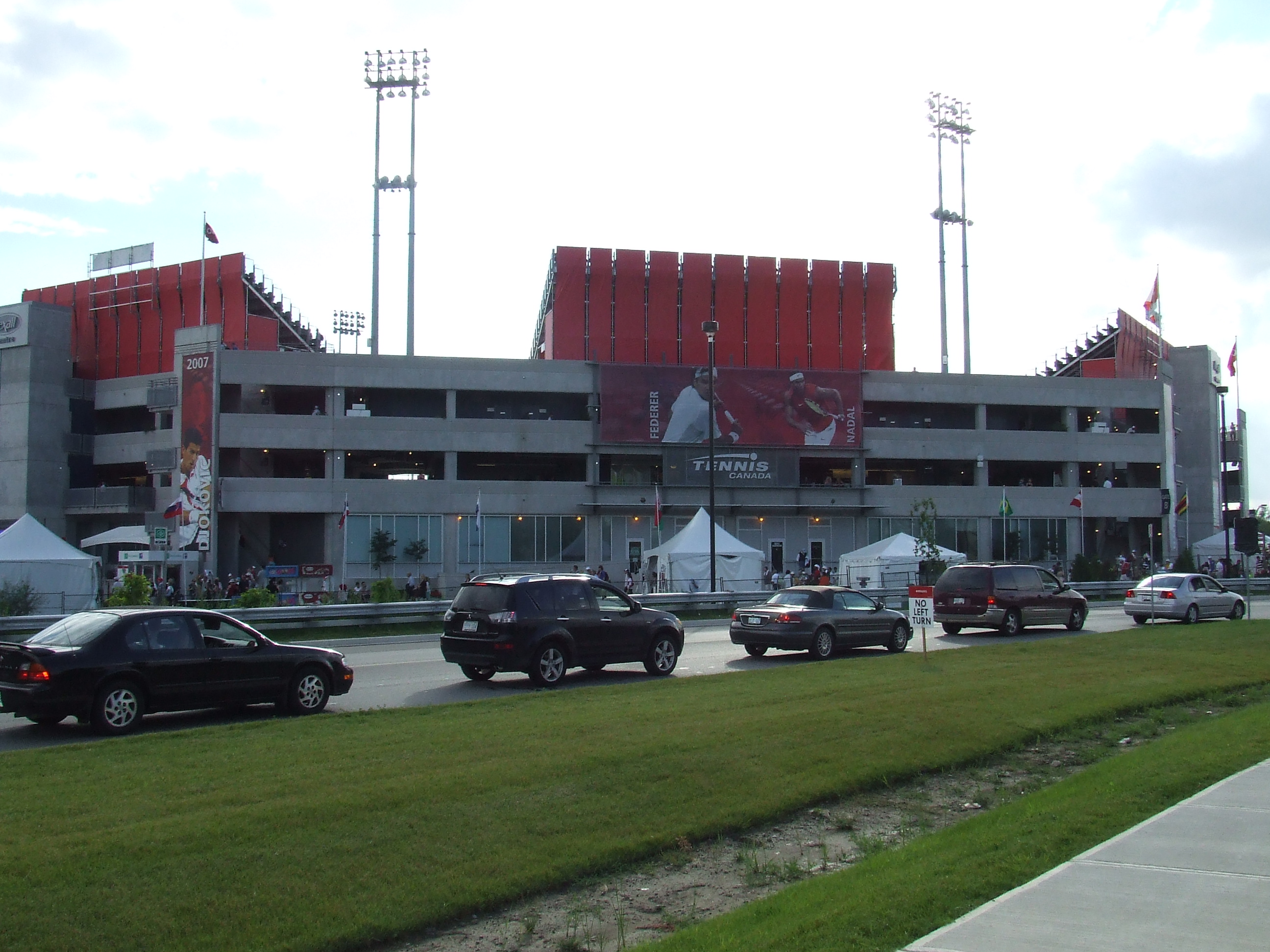
Exterior del Aviva Centre

El estadio fue construido para reemplazar el Centro de Tenis Nacional, el cual fue demolido en 2003. El complejo abrió e 26 de julio de 2004. El primer partido en el estadio fue un partido de primera ronda entre Andre Agassi y Tommy Haas presenciado por 10,500 espectadores.
En 2011, el estadio albergó el BlackCreek Festival de Música de verano, una serie de conciertos de jazz, ópera, música popular y sinfónica.
En 2014, el estadio fue nombrado como el anfitrión de los acontecimientos de tenis en los Juegos Panamericanos 2015.

## Acceso
El complejo está localizada en Shoreham Road, el cual conecta a Jane street, justo al sur de Steeles Avenue. Hay un estimado 7,000 espacios de aparcamiento en las proximidades. El autobús 106 de la Universidad de York circula por el complejo y conecta con la estación de metro Downsview.